# Agonda

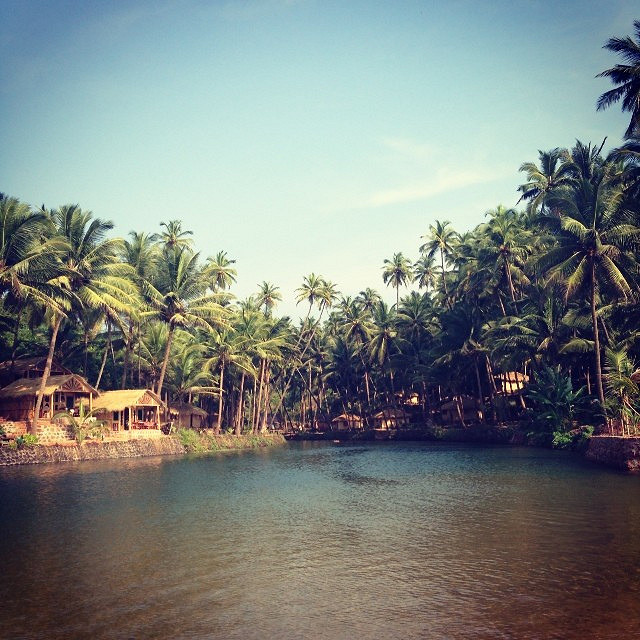
Cola beach laguna vicino ad Agonda

Agonda è un grande villaggio situato a Canacona, nel distretto di Goa meridionale, in India. Agonda è famosa per la sua spiaggia ed è una delle uniche quattro spiagge designate come siti di nidificazione delle tartarughe ai sensi della notifica della zona costiera del 2011. C'è un'altra spiaggia, su un lato della scogliera di Agonda, chiamata Cola Beach, che ha una laguna adiacente.

## Popolazione
Stando ai dati del censimento dell'India del 2011, Agonda aveva una popolazione di 3 801 abitanti. I maschi costituivano il 47% della popolazione e le femmine il 53%. Agonda aveva un tasso di alfabetizzazione medio dell'86,11%, superiore alla media nazionale del 74,04%: l'alfabetizzazione maschile era del 91,47% e l'alfabetizzazione femminile dell'81,26%. Il 10,42% della popolazione aveva meno di 6 anni.

## Spiaggia di Agonda

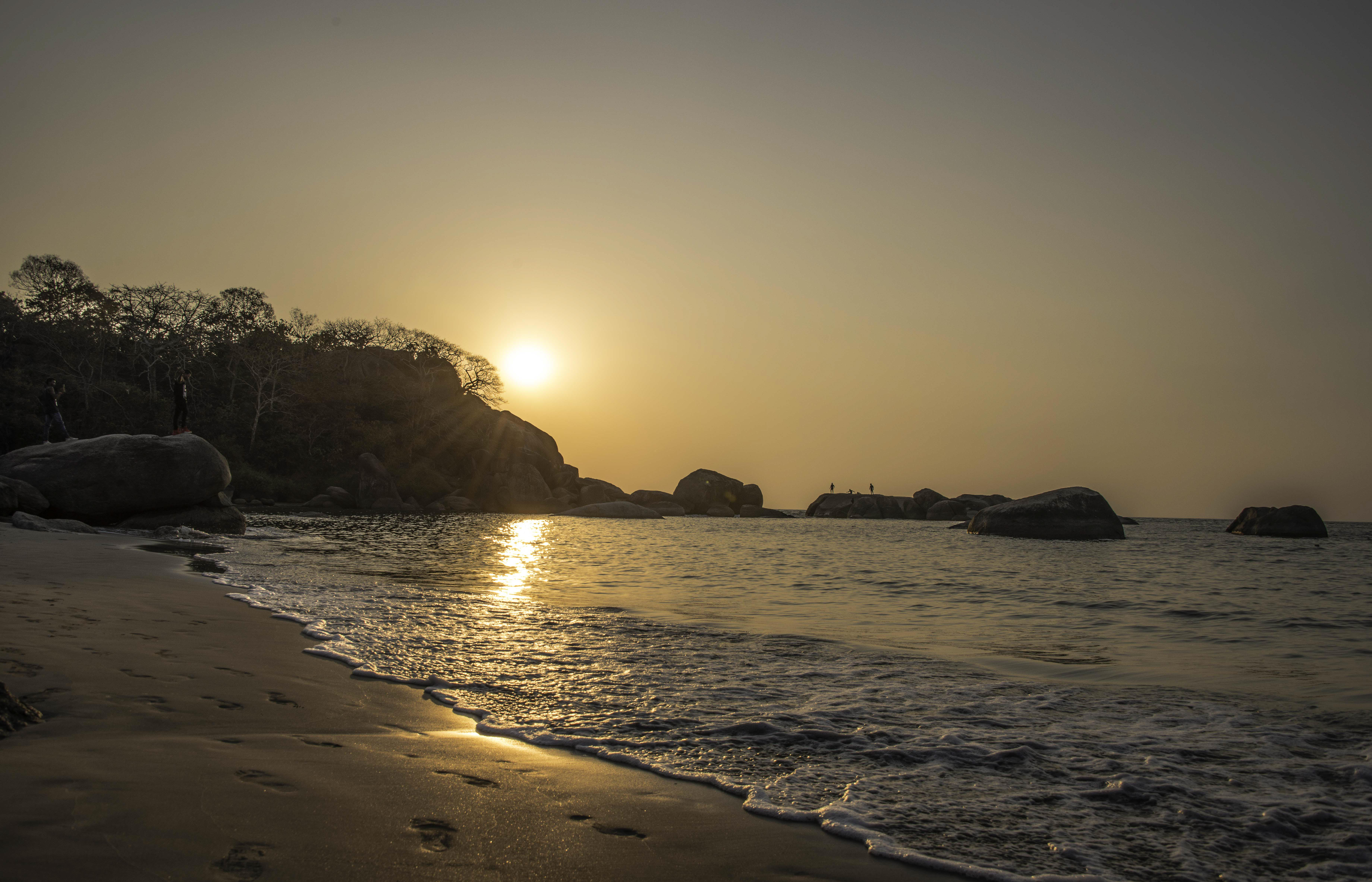
Tramonto sulla spiaggia di Agonda, a sud di Goa

Agonda Beach è una spiaggia pubblica situata nel villaggio di Agonda a Goa, in India, a circa 9,2 chilometri a nord della spiaggia di Palolem nel distretto di Goa meridionale, a circa un'ora da Margao .
Durante il mese di settembre, la spiaggia funge da terreno di nidificazione per le tartarughe bastarde olivacee .
Nel 2016 è stato classificato su TripAdvisor come quarta meta preferita dai viaggiatori in Asia, la prima in India.